# Westercelle
Westercelle est un quartier de la commune allemande de Celle, dans l'arrondissement de Celle, Land de Basse-Saxe.

## Géographie
Westercelle se situe à 3 km au sud du centre-ville.

## Histoire
La toponymie vient de l'emplacement à l'ouest de la colonie à la place d'origine de Celle, aujourd'hui Altencelle. Les premières habitations sont construites sur les rives de la Fuhse. La première mention documentaire est dans une charte impériale de Henri II en 1013. Westercelle se développe comme un village purement agricole, relativement grand, avec des fermes des deux côtés de la route menant au sud de Celle à Hanovre, qui deviendra plus tard la Bundesstraße 3.
Dans la nuit du 26 au 27 juillet 1852, un incendie se déclare et se propage rapidement dans tout le village. 28 bâtiments résidentiels et 30 bâtiments agricoles brûlent, quatre personnes d'une famille meurt, 151 personnes de 40 familles n'ont plus de toit. Beaucoup de bétail meurt, toute la première récolte de foin de l'année et une grande partie de la récolte de seigle sont détruites. Dans les mois suivants, les fermes sont pour la plupart reconstruites plus loin, mais avec de grands écarts entre elles.
Avec effet au 1er janvier 1973, la commune est dissoute et fusionne dans la ville de Celle. Les zones au sud du canal de Fuhse vont à la commune d'Adelheidsdorf.

## Personnalités
- Oskar Ansull (né en 1950), écrivain.

## Source, notes et références
- (de) Cet article est partiellement ou en totalité issu de l’article de Wikipédia en allemand intitulé « Westercelle » (voir la liste des auteurs).

1. ↑  (de) « Westercelle », sur Site officielle de Celle (consulté le 30 avril 2021)
2. ↑  (de) Statistisches Bundesamt, Historisches Gemeindeverzeichnis für die Bundesrepublik Deutschland. Namens-, Grenz- und Schlüsselnummernänderungen bei Gemeinden, Kreisen und Regierungsbezirken vom 27.5.1970 bis 31.12.1982, 1983 (ISBN 3-17-003263-1)